# NuVinci continu variabele planetaire overbrenging

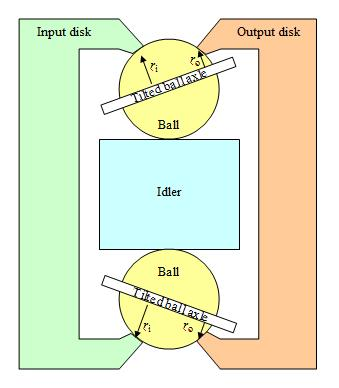
Variator door middel van kantelende kogels

De NuVinci continu variabele planetaire overbrenging (CVP) is een type op planeetkogels gebaseerde continu variabele transmissie (CVT), vervaardigd en op de markt gebracht door het Amerikaanse bedrijf Fallbrook Technologies Inc. Het ontwerp zag zijn aanvankelijke markttoepassing op fietsen en was voor het eerst verkrijgbaar in december 2006 in Nederland en de Verenigde Staten. De NuVinci CVP-technologie is momenteel ook in ontwikkeling voor andere toepassingen, waaronder windturbines, lichte elektrische voertuigen, elektrische uitrusting voor buitenshuis en diverse aandrijvingen in accessoires voor auto's.
Men spreekt vaak over 'schakelen', maar heeft het in feite over het wijzigen van overbrengingsverhoudingen, daar dit traploos gebeurt. Het instellen van de overbrengingsverhoudingen gebeurt door middel van een versteller, een draaischakelaar die aan het stuur tegen het rechter handvat gemonteerd is, te verdraaien. In eerste instantie was de slag daarvan vrij groot, wat als onhandig werd ervaren bij het wijzigen van de overbrenging. Bij verbeteringen van het systeem in 2010 werd dit onder andere opgevangen door de slag te verkleinen met het uitbrengen van het type N360. 

Uit een verdere ontwikkeling in 2012 werd een voor de elektrische fiets ontworpen naaf met intelligent schakelsysteem, de Harmony. In 2014 volgde een nog verdere ontwikkeling tot een volledig automatisch systeem de Harmony-H|Sync (type N380). Hierbij blijft de ingestelde rotatiesnelheid van de trappers bij elke snelheid gelijk, ongeacht de belasting. Bij de verdere ontwikkelingen nam ook het gewicht van de naaf af.
Nadeel van het systeem is dat er ongeveer 10% wrijvingsenergie in het systeem verloren gaat, waardoor meer inspanning moet worden geleverd en men zwaarder trapt in vergelijking met een fiets met eenzelfde, maar vaste overbrengingsverhouding. Mede hierdoor werd het systeem in eerste instantie niet erg populair. Doordat men het later op de elektrische fietsen ging toepassen en het vermogensverlies door het elektrische systeem werd opgevangen, bleek het systeem beter aan te slaan. Het gemak van dit systeem gaat hierdoor ten koste van zo’n 10% vermindering van de actie radius. In vergelijking met andere versnellingssystemen, kan onder volledige belasting worden weg- en doorgereden, terwijl bij systemen met vaste overbrengingsverhoudingen tijdens het schakelen de kracht tijdelijk moet worden verminderd. Volgens de specificaties van de fabrikant gaat het systeem (minimaal) 20.000 km mee.
Grote fietsenfabrikanten, zoals Batavus, Gazelle, Qwic en Koga, hebben enkele typen fietsen die met dit systeem zijn uitgerust, in hun leveringsprogramma staan. Batavus was de eerste fabrikant in Nederland die het systeem in 2007 toepaste op de Adagio en werd hiervoor onderscheiden met de 1e prijs voor de Fiets van het Jaar 2007.

## Werkingsprincipe
De naaf is opgebouwd uit planeetkogels, die elk rond hun eigen as draaien, een aangedreven flens die aan het kettingwiel zit, een flens die aan het achterwiel zit en een axiaal beweegbare as (vrijloop geleider), die de positie van de as van de kogels bepaalt. De aansturing daarvan gebeurt met de versteller aan het stuur of automatisch via elektronische aansturing. De naaf is gevuld met speciale vloeistof (soort olie) en vormt onder de hoge druk die ontstaat door de minuscule ruimte tussen de kogels en de flensen, een tijdelijk vaste stof, waardoor  krachtoverbrenging optreedt. Wanneer kracht wordt gezet op een trapper, wordt die kracht via de ketting overgebracht op het kettingwiel, dus op de 'ingaande' flens. Hierdoor gaat de krachtsoverbrenging via de kogels, waarvan de assen in een zelfde bepaalde stand staan, overgebracht naar de 'uitgaande' flens van het achterwiel. Wanneer de positie van de assen van de kogels wordt gewijzigd, zullen de beide flensen andere draaisnelheden ten opzichte van elkaar gaan krijgen. Hierdoor wordt de overbrengingsverhouding gewijzigd. Bij de automaat vervalt de versteller op het stuur en wordt de trapfrequentie elektronisch ingesteld en gestuurd. Ook is er een uitvoering, waarbij men zowel handmatig als automatisch de overbrenging kan bedienen.
Afhankelijk van het type naaf kan die tevens met een trommelrem of rollerbrakes worden gecombineerd.

## Naamswijziging
In januari 2018 werd de naam van de divisie van Fallbrook Technologies Inc.,"NuVinci Cycling", gewijzigd in Enviolo, waarvan het hoofdkantoor is gevestigd in Amsterdam.